# Batalla de Modona (1403)
La batalla de Modona se libró el 7 de octubre de 1403 entre las flotas de la República de Venecia y de la República de Génova, entonces bajo control francés, comandado por el mariscal francés Jean Le Maingre, más conocido como Boucicaut. Uno de los últimos enfrentamientos en las guerras veneciano-genovesas, la batalla terminó con una decisiva victoria veneciana.

## Antecedentes
Las tensiones entre la República de Venecia y su antiguo rival, la República de Génova, aumentaron de nuevo en 1402, cuando llegaron informes de piratas genoveses que atacaban a los buques mercantes venecianos. Los venecianos autorizaron al capitán general del Mar, Carlo Zeno, a movilizar la flota y tomar medidas para combatir la piratería genovesa.
En abril de 1403, una flota genovesa de nueve galeras, siete barcos redondos, una galera y un transporte de caballos, zarpó de Génova bajo el mando del mariscal francés Boucicaut, y se dirigió a Chipre, para fortalecer la influencia genovesa allí. En su camino, la flota pasó por el puesto de avanzada veneciano de Modona en el suroeste de Grecia, pero no hubo hostilidades, y Boucicaut condujo su flota a Chipre. Tras cumplir allí su misión, el comandante francés, "ferviente cruzado", lanzó ataques contra ciudades musulmanas de la costa levantina. Entre otros, Beirut fue saqueada, un hecho que enfureció aún más a los venecianos, ya que la mayor parte del botín que los genoveses se llevaron allí pertenecía en realidad a comerciantes venecianos. En septiembre, Boucicaut, a la cabeza de once galeras y dos engranajes de transporte, zarpa para el viaje de regreso.

## Batalla
La flota genovesa llegó a Modon el 4 de octubre, sólo para encontrar una flota veneciana de once galeras y dos barcos redondos esperándoles. Anticipándose a una batalla, Zeno trasladó sus barcos a la bahía, mientras que los genoveses anclaban en la isla de la costa de Sapienza. Temprano en la mañana del 7 de octubre, los genoveses comenzaron a navegar hacia el norte, pero fueron perseguidos por los venecianos. La batalla que siguió fue muy reñida, particularmente entre los buques insignia de las dos flotas opuestas, que se acercaron y entablaron un combate cuerpo a cuerpo. La batalla fue decidida por el barco redondo veneciano Pisana, que capturó tres galeras genoveses, lo que llevó a Boucicaut a separarse y retirarse. Los genoveses tuvieron 600 bajas y otras 300 como prisioneros de guerra a bordo de los tres barcos capturados, mientras que los venecianos habían sufrido solo 153 heridos.

## Secuelas
La inestabilidad interna de Génova hizo que este fuera el último gran desafío ofrecido por los genoveses a la hegemonía marítima veneciana y su dominio de las rutas comerciales orientales. Sin embargo, este último pronto se vería afectado por el inexorable ascenso del Imperio Otomano.
- Datos: Q30601771